# Carl Lewis
Carlton Frederick "Carl" Lewis (Birmingham Alabama, SAD, 1. srpnja 1961.) bivši je američki atletičar.
U izboru MOO-a, 1999.godine, proglašen najvećim atletičarem 20. stoljeća, iste godine u izboru renomiranog američkog časopisa Sports Illustrated proglašen "olimpijcem stoljeća", a sveukupno je, po mišljenju mnogih, i najveći športaš - svih vremena.

## Športski uspjesi
Američki superatletičar, kojeg su krasili mnogi nadimci, od kojih su najpoznatiji "KIng Carl" i "Sin vjetra". Osvajač je devet zlatnih i jedne srebrne olimpijske medalje na Olimpijskim igrama 1984,1988,1992 i 1996 (Los Angeles, Seoul, Barcelona i Atlanta); te osmerostruki svjetski prvak u atletici na SP od 1983. do 1993., i to kad su se svjetska atletska prvenstva održavala svake četiri godine, a ne svake dvije, kao danas. Carl Lewis, športski fenomen kakav će se teško ponoviti, ujedinio je u svojim uspjesima podvige više vrhunskih atletičara. Ponovio je podvig koji je prije njega ostvario Paavo Nurmi, osvojivši devet zlatnih olimpijskih medalja, zatim je ponovio uspjeh Jesse Owensa iz Berlina, 1936., pobijedivši na 100 m, 200 m, u skoku u dalj i u štafeti 4 x 100 m; a ponovio je i podvig svog sunarodnjaka Al Oerter- a koji je pobijedio na četirima Olimpijskim igrama (od 1956-1968, u bacanju diska), pobijedivši također četiri puta na Olimpijskim igrama - u skoku u dalj. Pri tom valja napomenuti da nitko, prije ni poslije njega, nije u skoku u dalj pobijedio čak ni dva puta. Uz to, prvi je sprinter koji je dva puta pobijedio na OI na 100 m, 1984. i 1988. a kasnije je taj njegov uspjeh nadmašio Usain Bolt, 2008., 2012. i 2016. Nadalje on je prvi čovjek koji je na razini mora trčao 100 m ispod 10 sec, u gradu Modesto, u Kaliforniji, 14. svibnja 1983. – 9,97 sekundi. Na vrhuncu svoje karijere (tijekom 80-ih i početkom 90-ih) bio je sprinter s najviše utrka na 100 m ispod 10 sec, te na 200 m ispod 20 sec; a ostao je, i vjerojatno će još jako dugo ostati, atletičar s najviše skokova preko 8,50 m. Uz to ima i neprekinuti 10-godišnji niz od 65 uzastopnih pobjeda u skoku u dalj, od 1981. do 1991., kada ga je na SP 1991. u Tokiju, u mitskom "dvoboju titana", pobijedio sunarodnjak Mike Powell, koji je za to morao postaviti i danas važeći svjetski rekord (8 m 95 cm) i koji nikad više nije bio blizu tako dalekom skoku, a sam Lewis je u tom porazu postavio i osobni rekord, i najbolju seriju skokova u povijesti atletike.
Radi ilustracije: do sada je ukupno 10 (deset) atletičara u povijesti atletike preskočilo (što vani, što u dvorani) 8 m i 71 cm, pa naviše. Sveukupno 18 skokova. Od toga Carl Lewis ima 9 skokova (1 dvoranski, iz 1984., što je i danas važeći svjetski dvoranski rekord: 8 m 79 cm), a preostala devetorica - 9!
Po uspjesima koje je postigao na najvećim natjecanjima, slobodno se može konstatirati - to je najveća karijera u povijesti atletike, pa vjerojatno i športa, uz onu veličanstvenog plivača Michaela Phelpsa.
Treba napomenuti da se je Carl Lewis kvalificirao i za Olimpijske igre u Moskvi, 1980., (kao 19-godišnjak), u štafeti 4 x 100 m i u skoku u dalj, ali je to izostalo zbog bojkota, čime mu je, najvjerojatnije, uskraćena najmanje jedna sigurna zlatna medalja - u štafeti, a čime bi, svojevremeno, bio zasjeo na prvo mjesto vječne liste olimpijaca s najviše medalja. Ovako se, do pojave plivača Michaela Phelpsa, nalazio na četvrtom mjestu, iza Larise Latinjine, (gimnastika, Ukrajina), Paava Nurmija, (atletika, Finska) i Marka Spitza, (plivanje, SAD). Sve četvero ima po 9 zlatnih medalja, a poredak određuje broj srebrnih i brončanih: Latinjina 5 srebrnih i 4 brončane, Nurmi 3 srebrne, Spitz 1 srebrna i 1 brončana, te Lewis 1 srebrna medalja. Sada se nalazi na petom mjestu, jer je Michael Phelps prvi s 18 zlatnih, 2 srebrne i 2 brončane olimpijske medalje.
Međutim Lewis je, kao što je kod žena gimnastičarka Věra Čáslavská, opet do pojave Michaela Phelpsa, bio športaš s najviše pojedinačno osvojenih zlatnih olimpijskih medalja - 7, ako računamo aktualne športske discipline (Ray Ewry, USA, osvojio je 8 pojedinačnih zlatnih medalja 1900., 1904. i 1908., ali u disciplinama koje odavno više nisu u programu Olimpijskih igara: skok udalj, skok uvis i troskok - iz mjesta). Nakon Olimpijskih igara 2004., 2008., 2012. i 2016. najviše samostalno osvojenih zlatnih medalja ima Phelps - 13.

## Optužbe za doping
2003. godine je Dr. Wade Exum, iz Olimpijskog odbora SAD-a, objavio preslike dokumenata s imenom 100 američkih športaša koje je nacionalni savez otkrio u dopingu ali su bez obzira na to dobili dozvole za međunarodne nastupe tijekom zadnjih desetljeća 20-tog stoljeća. Među tim imenima bilo je i ime Carla Lewisa. Pokazalo se da je primjerice Lewis tijekom 1988. godine tri puta navodno bio otkriven u korištenju nedozvoljenih sredstava, i to prilikom izbornih natjecanja za sastav reprezentacije SAD-a na OI, te je dobio zabranu nastupa pred Olimpijske Igre. Nastup mu je naknadno ipak dozvoljen odnosno kazna ukinuta, slično kao i većem broju drugih športaša, nakon njegove tvrdnje da je sporne preparate dobio ne znajući za njih.
Službeno dakle Lewis nikad nije kažnjen zbog dopinga, ali je ovaj događaj bacio sjenu na fantastičnu karijeru ovog vrhunskog sprintera. Stvar je neobična tim više što je sam Lewis godinama bio najgorljiviji kritičar dopinga, posebno je bio poznat po žestokim verbalnim napadima na Ben Johnsona tijekom njihovog višegodišnjeg rivalstva, i to prije te naravno i poslije čuvenog skandala u Seoulu.

## Zanimljivost
- Na prvenstvu SAD u Indianapolisu 1982. godine Carl Lewis je s minimalnim prijestupom skočio u dalj 9.14 metara[1][2] zbog čega svjetski rekord nije priznat.
- Britanski bračni par Anthony i Carmen Hamilton, porijeklom s Grenade, fascinirani veličanstvenim uspjesima Carla Lewisa, nadjenuli su svom sinu ime Lewis Carl. On je danas slavni vozač Formule 1 - Lewis Carl Hamilton.[3]

## Karijera
- 1983. - SP, 3 zlatne medalje (100 m, skok u dalj i štafeta 4 x 100 m)
- 1984. - OI, 4 zlatne medalje (100 m, 200 m, skok u dalj i štafeta 4 x 100 m)
- 1987. - SP, 3 zlatne medalje (100 m, skok u dalj i štafeta 4 x 100 m)
- 1988. - OI, 2 zlatne medalje (100 m, skok u dalj), 1 srebrna medalja (200 m)
- 1991. - SP, 2 zlatne medalje (100 m i štafeta 4 x 100 m), 1 srebrna medalja (skok u dalj)
- 1992. - OI, 2 zlatne medalje (skok u dalj i štafeta 4 x 100 m)
- 1993. - SP, 1 brončana medalja (200 m)
- 1996. - OI, 1 zlatna medalja (skok u dalj)

## Osobni rekordi
- 100 m: 9,86 sec (1991., tada svjetski rekord)
- 200 m: 19,75 sec (1983.)
- skok u dalj: 8 m 87 cm (1991.);  u dvorani: 8 m 79 cm (1984., važeći svjetski dvoranski rekord)
- Štafeta 4 x 100 m: 37,40 sec (1992., tada svjetski rekord)

## Vanjske poveznice

### Ostali projekti
|  | Zajednički poslužitelj ima stranicu o temi Carl Lewis    |
|  | Zajednički poslužitelj ima još gradiva o temi Carl Lewis |

- Službena stranica Carla Lewisa (engl.)